# Alba Longa

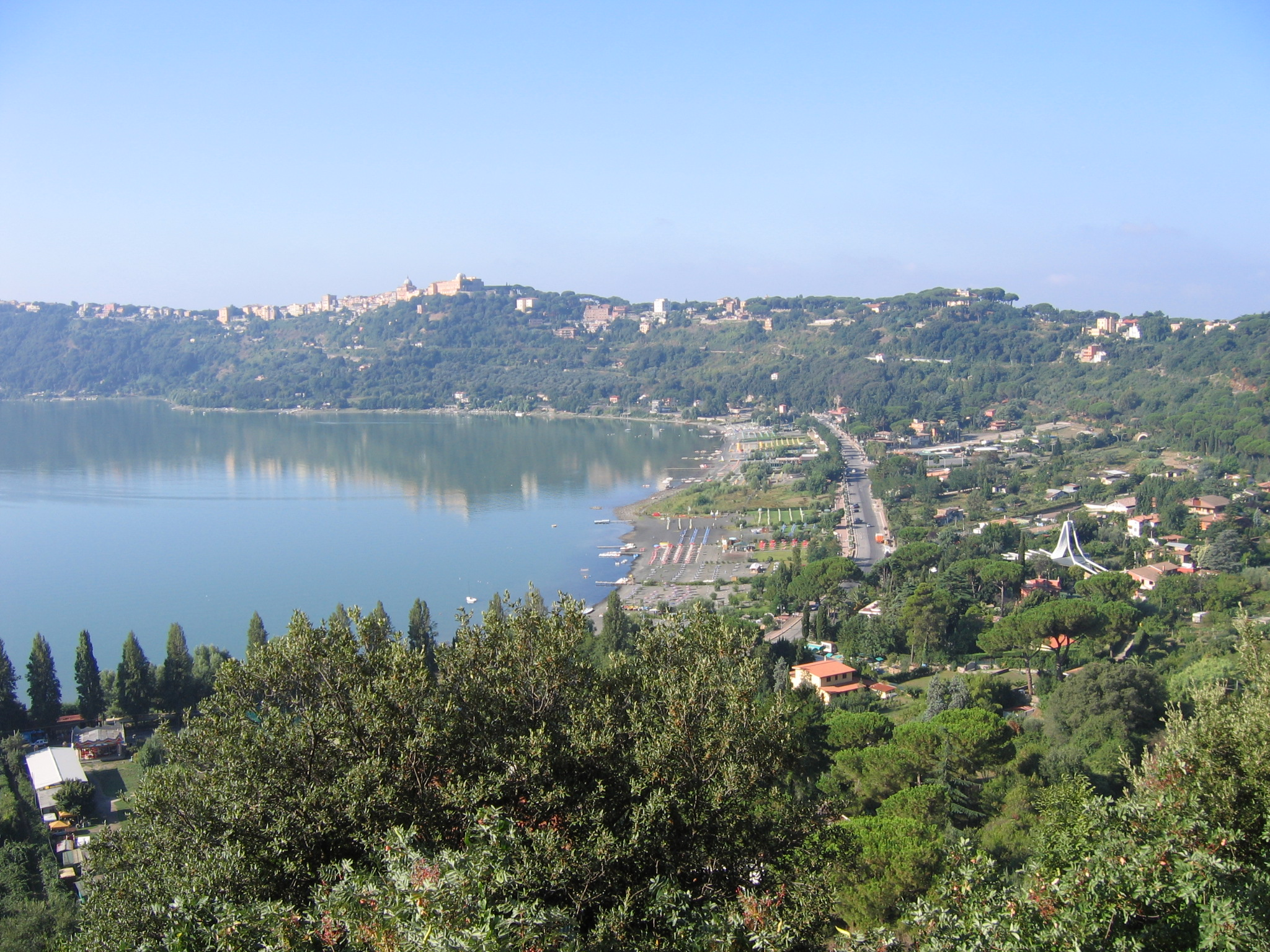
Castel Gandolfo e o lago Albano, o local o mais provável da antiga Alba Longa

Alba Longa é uma cidade lendária que teria sido fundada por Ascânio, o filho de Eneias.
Existem várias versões sobre as origens da cidade. De acordo com Diodoro Sículo, Eneias teve dois filhos, Ascânio, filho de uma mulher troiana, e Sílvio Póstumo, filho de Lavínia, filha de Latino. Eneias se tornou rei dos latinos três anos após o final da Guerra de Troia, reinou por três anos, e desapareceu do mundo dos mortais, recebendo honras como um imortal. Ascânio foi seu sucessor, e fundou Alba Longa nas margens do rio então chamado de Alba, e que mais tarde foi chamado de rio Tibre.
Após a morte de Eneias, Ascânio havia tentado matar Sílvio quando criança, abandonando-o na montanha, mas ele foi encontrado por pastores. Após a morte de Ascânio, rei de Alba Longa, Iulo, filho de Ascânio, e Sílvio disputaram o trono, e o povo decidiu, no voto, que Sílvio seria o rei, com Iulo exercendo funções sacerdotais como pontífice máximo (pontifex maximus), equivalente a um segundo rei.
De acordo com Floro, Iulo era filho de Eneias, e era o ancestral dos reis de Alba Longa, sendo Amúlio e Numitor a sétima geração após Eneias e Iulo.

## Reis de Alba Longa
Lista de reis e período de reinado baseada em Diodoro Sículo. Eusébio também cita Castor de Rodes como autoridade para os reis.
- Ascânio, filho de Eneias, 38 anos;
- Sílvio Póstumo, filho de Eneias, 28 anos;
- Eneias Sílvio, filho de Sílvio, 31 anos;
- Latino Sílvio, 50 anos;
- Alba Sílvio, filho de Latino, 38 anos;
- Épito Sílvio, 26 anos;
- Cápis Sílvio, 28 anos;
- Calpetus, filho de Cápis, 13 anos;
- Tibério Sílvio, 8 anos;
- Agripa Sílvio, 41 anos;
- Arramúlio Sílvio, 19 anos;[Nota 2]
- Aventino, 37 anos;
- Procas Sílvio, filho de Aventino, 23 anos;
- Amúlio Sílvio, segundo filho de Procas, usurpou o trono de Numitor, 42 anos;

## Árvore genealógica dos reis de Alba Longa
Árvore genealógica baseada em síntese de versões diferentes:
Após as influencias significativas gregas, Quirino passou a ser conhecido como Marte, uma adaptação de Ares. Rômulo se proclamava filho do deus Quirino e passou a se chamar de Rômulo Quirino.
|  |  |        |        |        |        | Anquises         | Anquises         | Anquises         | Anquises         | Anquises         | Anquises         |          |          | Vênus          | Vênus          | Vênus           | Vênus          | Vênus          | Vênus          |               |               | Latino  | Latino  | Latino  | Latino  | Latino  | Latino  |        |        |      |      |
|  |  |        |        |        |        | Anquises         | Anquises         | Anquises         | Anquises         | Anquises         | Anquises         |          |          | Vênus          | Vênus          | Vênus           | Vênus          | Vênus          | Vênus          |               |               | Latino  | Latino  | Latino  | Latino  | Latino  | Latino  |        |        |      |      |
|  |  |        |        |        |        |                  |                  |                  |                  |                  |                  |          |          |                |                |                 |                |                |                |               |               |         |         |         |         |         |         |        |        |      |      |
|  |  | Creusa | Creusa | Creusa | Creusa | Creusa           | Creusa           |                  |                  | Eneias           | Eneias           | Eneias   | Eneias   | Eneias         | Eneias         |                 |                |                |                | Lavínia       | Lavínia       | Lavínia | Lavínia | Lavínia | Lavínia |         |         |        |        |      |      |
|  |  | Creusa | Creusa | Creusa | Creusa | Creusa           | Creusa           |                  |                  | Eneias           | Eneias           | Eneias   | Eneias   | Eneias         | Eneias         |                 |                |                |                | Lavínia       | Lavínia       | Lavínia | Lavínia | Lavínia | Lavínia |         |         |        |        |      |      |
|  |  |        |        |        |        |                  |                  |                  |                  |                  |                  |          |          |                |                |                 |                |                |                |               |               |         |         |         |         |         |         |        |        |      |      |
|  |  |        |        |        |        | Ascânio, ou Iulo | Ascânio, ou Iulo | Ascânio, ou Iulo | Ascânio, ou Iulo | Ascânio, ou Iulo | Ascânio, ou Iulo |          |          | Sílvio Póstumo | Sílvio Póstumo | Sílvio Póstumo  | Sílvio Póstumo | Sílvio Póstumo | Sílvio Póstumo |               |               |         |         |         |         |         |         |        |        |      |      |
|  |  |        |        |        |        | Ascânio, ou Iulo | Ascânio, ou Iulo | Ascânio, ou Iulo | Ascânio, ou Iulo | Ascânio, ou Iulo | Ascânio, ou Iulo |          |          | Sílvio Póstumo | Sílvio Póstumo | Sílvio Póstumo  | Sílvio Póstumo | Sílvio Póstumo | Sílvio Póstumo |               |               |         |         |         |         |         |         |        |        |      |      |
|  |  |        |        |        |        | Sílvio           | Sílvio           | Sílvio           | Sílvio           | Sílvio           | Sílvio           |          |          |                |                | Eneias Sílvio   | Eneias Sílvio  | Eneias Sílvio  | Eneias Sílvio  | Eneias Sílvio | Eneias Sílvio |         |         |         |         |         |         |        |        |      |      |
|  |  |        |        |        |        | Sílvio           | Sílvio           | Sílvio           | Sílvio           | Sílvio           | Sílvio           |          |          |                |                | Eneias Sílvio   | Eneias Sílvio  | Eneias Sílvio  | Eneias Sílvio  | Eneias Sílvio | Eneias Sílvio |         |         |         |         |         |         |        |        |      |      |
|  |  |        |        |        |        |                  |                  |                  |                  |                  |                  |          |          |                |                | Alba            |                |                |                |               |               |         |         |         |         |         |         |        |        |      |      |
|  |  |        |        |        |        |                  |                  |                  |                  |                  |                  |          |          |                |                |                 |                |                |                |               |               |         |         |         |         |         |         |        |        |      |      |
|  |  |        |        |        |        |                  |                  |                  |                  |                  |                  |          |          |                |                | Átis            |                |                |                |               |               |         |         |         |         |         |         |        |        |      |      |
|  |  |        |        |        |        |                  |                  |                  |                  |                  |                  |          |          |                |                |                 |                |                |                |               |               |         |         |         |         |         |         |        |        |      |      |
|  |  |        |        |        |        |                  |                  |                  |                  |                  |                  |          |          |                |                | Cápis           |                |                |                |               |               |         |         |         |         |         |         |        |        |      |      |
|  |  |        |        |        |        |                  |                  |                  |                  |                  |                  |          |          |                |                |                 |                |                |                |               |               |         |         |         |         |         |         |        |        |      |      |
|  |  |        |        |        |        |                  |                  |                  |                  |                  |                  |          |          |                |                | Capeto          |                |                |                |               |               |         |         |         |         |         |         |        |        |      |      |
|  |  |        |        |        |        |                  |                  |                  |                  |                  |                  |          |          |                |                |                 |                |                |                |               |               |         |         |         |         |         |         |        |        |      |      |
|  |  |        |        |        |        |                  |                  |                  |                  |                  |                  |          |          |                |                | Tiberino Sílvio |                |                |                |               |               |         |         |         |         |         |         |        |        |      |      |
|  |  |        |        |        |        |                  |                  |                  |                  |                  |                  |          |          |                |                |                 |                |                |                |               |               |         |         |         |         |         |         |        |        |      |      |
|  |  |        |        |        |        |                  |                  |                  |                  |                  |                  |          |          |                |                | Agripa          |                |                |                |               |               |         |         |         |         |         |         |        |        |      |      |
|  |  |        |        |        |        |                  |                  |                  |                  |                  |                  |          |          |                |                |                 |                |                |                |               |               |         |         |         |         |         |         |        |        |      |      |
|  |  |        |        |        |        |                  |                  |                  |                  |                  |                  |          |          |                |                | Rômulo Sílvio   |                |                |                |               |               |         |         |         |         |         |         |        |        |      |      |
|  |  |        |        |        |        |                  |                  |                  |                  |                  |                  |          |          |                |                |                 |                |                |                |               |               |         |         |         |         |         |         |        |        |      |      |
|  |  |        |        |        |        |                  |                  |                  |                  |                  |                  |          |          |                |                | Aventino        |                |                |                |               |               |         |         |         |         |         |         |        |        |      |      |
|  |  |        |        |        |        |                  |                  |                  |                  |                  |                  |          |          |                |                |                 |                |                |                |               |               |         |         |         |         |         |         |        |        |      |      |
|  |  |        |        |        |        |                  |                  |                  |                  |                  |                  |          |          |                |                | Procas          |                |                |                |               |               |         |         |         |         |         |         |        |        |      |      |
|  |  |        |        |        |        |                  |                  |                  |                  |                  |                  |          |          |                |                |                 |                |                |                |               |               |         |         |         |         |         |         |        |        |      |      |
|  |  |        |        |        |        |                  |                  |                  |                  |                  |                  |          |          |                |                |                 |                |                |                |               |               |         |         |         |         |         |         |        |        |      |      |
|  |  |        |        |        |        |                  |                  |                  |                  |                  |                  |          |          |                |                | Numitor         | Numitor        | Numitor        | Numitor        | Numitor       | Numitor       |         |         | Amúlio  | Amúlio  | Amúlio  | Amúlio  | Amúlio | Amúlio |      |      |
|  |  |        |        |        |        |                  |                  |                  |                  |                  |                  |          |          |                |                | Numitor         | Numitor        | Numitor        | Numitor        | Numitor       | Numitor       |         |         | Amúlio  | Amúlio  | Amúlio  | Amúlio  | Amúlio | Amúlio |      |      |
|  |  |        |        |        |        |                  |                  |                  |                  |                  |                  |          |          | Reia Sílvia    | Reia Sílvia    | Reia Sílvia     | Reia Sílvia    | Reia Sílvia    | Reia Sílvia    |               |               | Quirino | Quirino | Quirino | Quirino | Quirino | Quirino |        |        |      |      |
|  |  |        |        |        |        |                  |                  |                  |                  |                  |                  |          |          | Reia Sílvia    | Reia Sílvia    | Reia Sílvia     | Reia Sílvia    | Reia Sílvia    | Reia Sílvia    |               |               | Quirino | Quirino | Quirino | Quirino | Quirino | Quirino |        |        |      |      |
|  |  |        |        |        |        |                  |                  |                  |                  |                  |                  |          |          |                |                |                 |                |                |                |               |               |         |         |         |         |         |         |        |        |      |      |
|  |  |        |        |        |        |                  |                  |                  |                  |                  |                  |          |          |                |                |                 |                |                |                |               |               |         |         |         |         |         |         |        |        |      |      |
|  |  |        |        |        |        |                  |                  |                  |                  | Hersília         | Hersília         | Hersília | Hersília | Hersília       | Hersília       |                 |                | Rômulo         | Rômulo         | Rômulo        | Rômulo        | Rômulo  | Rômulo  |         |         | Remo    | Remo    | Remo   | Remo   | Remo | Remo |
|  |  |        |        |        |        |                  |                  |                  |                  | Hersília         | Hersília         | Hersília | Hersília | Hersília       | Hersília       |                 |                | Rômulo         | Rômulo         | Rômulo        | Rômulo        | Rômulo  | Rômulo  |         |         | Remo    | Remo    | Remo   | Remo   | Remo | Remo |
|  |  |        |        |        |        |                  |                  |                  |                  |                  |                  |          |          |                |                |                 |                |                |                |               |               |         |         |         |         |         |         |        |        |      |      |
|  |  |        |        |        |        |                  |                  |                  |                  |                  |                  |          |          | Reis de Roma   |                |                 |                |                |                |               |               |         |         |         |         |         |         |        |        |      |      |